# Slag bij Salado
De Slag bij Río Salado (30 oktober 1340) was een veldslag van koning Alfons IV van Portugal en koning Alfons XI van Castilië tegen sultan Abu al-Hasan 'Ali van de Merinidendynastie en de Nasridenleider Yusuf I van het koninkrijk Granada.

## Campagne
Na zijn nederlaag in de Slag bij Teba in 1330, vroeg Mohammed IV van Granada hulp aan Abu Hasan voor het behoud van het koninkrijk Granada. Hasan stuurde een zeevloot, die in 1333 landde bij Algeciras. Het eerste doel was de inname van de Castiliaanse vesting op Gibraltar, die binnen twee maanden viel. Hierna volgde een kleine veldtocht in de gebieden tussen Gibraltar en Granada om zodoende aansluiting over land te verkrijgen. Eenmaal terug in Marokko bracht Abu Hasan een groot invasieleger tegen Castilië op de been om daarmee Spanje weer onder islamitisch bewind te krijgen.
Het invasieleger passeerde de Straat van Gibraltar, vernietigde de daar aanwezige christelijke zeevloot en bewoog noordwaarts tot aan de rivier de Salado, alwaar het op de christelijke legers stuitte.

## Wat aan de slag voorafging
In de winter van 1340 verzamelde Abu Hasan zijn vloot bij Ceuta. Honderd galeien landden bij Gibraltar, ontscheepten het invasieleger en gingen hierna de strijd aan met de christelijke vloot, 32 galeien sterk. De strijd was ongelijk: de christelijke vloot werd vernietigd en slechts vijf galeien ontsnapten naar Cartagena. Ook de Hafsieden zonden een vloot.
De hele zomer van 1340 werden troepen overgezet. In augustus ging ook Abu Hasan naar Iberië. Op 22 september begon het Beleg van Tarifa in Andalusië, dit met medewerking van Yusuf I van Granada. De sultan maakte echter een grote strategische fout: in de veronderstelling dat het lang zou duren voordat de christelijke vloot weer slagvaardig zou zijn, ontmantelde hij zijn peperdure vloot en beperkte deze tot 12 galeien bij Algeciras.
In de tussentijd zag Alfons XI de bui al hangen en zocht hulp bij Aragon en Portugal. Portugal huurde 15 Genuese galeien. Tezamen met 27 extra galeien die net gebouwd waren in Sevilla, ging commandant Micer Gil Bocanegra naar het zuiden en sneed daar de Straat van Gibraltar af.
Op 15 oktober ging Alfons XI vanuit Sevilla op weg naar Tarifa met een ontzettingsleger. Op de 16e sloot de koning van Portugal zich hierbij aan. Het leger wachtte hierna bij de rivier de Guadalete, alwaar op 26 oktober versterkingen arriveerden. Het christelijke leger, nu 20.000 manschappen groot, ging hierna verder op vijandelijk gebied.
Toen verkenners Abu Hasan informeerden dat een ontzettingsleger in aantocht was, brak hij het Beleg van Tarifa op en positioneerde zijn legers op een heuvel tussen Tarifa en de zee. Zijn bondgenoot Yusuf I verplaatste zijn leger naar een naastgelegen heuvel. Op 29 oktober naderde Alfons een vallei op 8 kilometer afstand van Tarifa. Door de vallei liepen de rivieren La Jara en El Salado.
's Nachts stuurde Alfons 1.000 ruiters en 4.000 man infanterie naar Tarifa ter versterking van haar garnizoen, in de hoop om tijdens de komende slag de achterhoede van Abu Hasan te kunnen aanvallen. De Marinidische officier van dienst die moest controleren of er al dan niet bij de vesting troepenverplaatsingen plaatsvonden, berichtte de sultan dat geen enkele ‘christen’ Tarifa had bereikt. Deze foutieve informatie zou de sultan duur komen te staan.

## De slag
In het christelijke kamp werd besloten dat het hoofdleger van Alfons XI het leger van de sultan zou aanvallen, en het leger van de Portugese koning Alfons IV (ondersteund door 3.000 extra Castiliaanse manschappen plus de Ridderorden van Alcantara en Calatrava) Yusuf zou aanvallen.
Na onsuccesvolle schermutselingen van het hoofdleger bij de oversteek van de rivier, lukte het de zonen van Alfons XI met een detachement van 800 man een bruggenhoofd van de islamitische cavalerie te ontzetten en zodoende een oversteek van de rechtervleugel van het leger mogelijk te maken.
Uiteindelijk brak ook het hoofdleger door de rivierlinie. De doorgebroken cavalerie reed vlug door naar het centrale kamp van de sultan. Tegelijkertijd stormden ook de (verborgen) troepen in Tarifa naar het kamp van de sultan. De verdediging van het kamp, 8.000 man infanterie en 3.000 man cavalerie, raakte in de verdrukking en vluchtte: deels naar het hoofdleger dat nog intact was en deels naar de Granadese stad Algeciras.
Het hoofdleger van Alfons XI kwam nu zwaar in de verdrukking en Alfons stond op het punt zelf mee te vechten toen de bisschop van Toledo hem tegenhield. Op dat moment kwam de achterhoede te hulp en ook de flank die het tentenkamp aangevallen had, arriveerde. Abu Hasans hoofdleger was nu omsingeld, de weerstand brak en het vluchtte naar Algeciras.
Door het leger van de sultan te verslaan kon een deel van het Castiliaanse leger gevoegd worden bij het Portugese, waarna ook het verzet van het leger van Yusuf brak.
De achtervolging van het gebroken leger was genadeloos tot aan de rivier de Guadameci, die zich op 6 kilometer van het slagveld begaf. De sultan en Yusuf konden vluchten, maar vele vrouwen van de sultan kwamen om, alsmede vele notabelen.

## Gevolgen
De Meriniden hadden een verschrikkelijke nederlaag geleden en zouden nooit meer naar Iberië terugkeren. Na de slag volgde een belegering van de stad Algeciras, die na twee jaar capituleerde.